# Поліщук Тамара Вікторівна
Поліщук Тамара Вікторівна (14 жовтня 1956, с. Шарівка Богодухівського району Харківської області) — українська журналістка, громадсько-культурна та музейна діячка, член Національної спілки журналістів України (з 1978). Очолює Харківський осередок Асоціації дослідників Голодоморів в Україні.

## Біографія
Тамара Поліщук народилась 14 жовтня 1956 року в с. Шарівка Богодухівського району Харківської області. Навчалась спочатку у Шарівській восьмирічці, потім — у Люботинській середній школі, яку закінчила 1972 року
У 1983 році закінчила філологічний факультет Харківського державного університету ім. М. Горького.
Трудову діяльність розпочала у валківській газеті «Сільські новини», де у 1976—1987 рр. працювала на різних посадах від коректора до заступника редактора.
У 1978 році вона стала членом Національної спілки журналістів України.
У 1987 році вона закінчила відділення журналістики Вищої партійної школи при ЦК КПУ і стала власним кореспондентом газети «Соціалістична Харківщина», а також редактором відділу харківського «Сільського журналу».
У 1992 році Тамара Поліщук стала керівником Валківського краєзнавчого музею.

## Творчий доробок
Тамара Вікторівна — автор кількох книг з краєзнавства, редактор «Валківської енциклопедії» Івана Лисенка, дописувач статей у наукові видання з історії, культури та мистецтва Слобожанщини та численних публікацій з цієї тематики у пресі.
- Столиця відчаю: Голодомор 1932—1933 рр. на Харківщині вустами очевидців: свідчення, комент./ упоряд. Т. В. Поліщук; Асоц. дослідників голодоморів в Україні. — Харків: Нью-Йорк: львів: Вид. часоп. «Березіль»; Вид-во М. П. Коць, 2006.- 415с.
- Чорні жнива: Голод 1932—1933 років у Валківському та Коломацькому р-нах: (документи, спогади, списки померлих)/упоряд. Т.Поліщук.- Харків; Нью-Йорк; Філадельфія: Вид-во М. П. Коць, 1997.- 368 с.

## Відзнаки та Нагороди
- Заслужений працівник культури України (2005)
- Призер Конкурсу серед регіональних журналістів на краще висвітлення тематики голодомору 1932—1933 рр., що був організований Міжнародним фондом «Україна 3000» (2003)
- Переможець обласного творчого конкурсу журналістів у номінації «Золоте перо» (2004)
- Дипломант обласного літературного конкурсу імені О. С. Масельського у номінації «Публіцистика» (2009)